# Celleporina bidenticulata
Celleporina bidenticulata är en mossdjursart som först beskrevs av Busk 1881.  Celleporina bidenticulata ingår i släktet Celleporina och familjen Celleporidae. Inga underarter finns listade i Catalogue of Life.